# Andrzej Zgutczyński
Andrzej Zgutczyński, né le 1er janvier 1958 à Ełk en Pologne, est un joueur de football international polonais. Il évoluait au poste d'attaquant.

## Biographie
Zgutczyński évolue dans plusieurs clubs polonais tels que le Bałtyk Gdynia, le Legia Varsovie, ou encore le Górnik Zabrze. Il joue ensuite en France, à l'AJ Auxerre, à Dijon, et enfin à Meaux. 
Andrzej Zgutczyński joue deux matchs en Coupe d'Europe des clubs champions avec l'équipe du Górnik Zabrze (contre le prestigieux Bayern Munich) et une rencontre en Coupe de l'UEFA avec le club de l'AJ Auxerre. Il est sacré champion de Pologne à deux reprises avec le Górnik Zabrze. Il réalise ses meilleures performances dans le championnat polonais lors de la saison 1985-1986, où il inscrit 20 buts en 30 matchs, terminant par la même occasion meilleur buteur du championnat.
Zgutczyński reçoit un total de cinq sélections en équipe de Pologne. Il joue son 1er match en équipe nationale le 8 décembre 1985, lors d'une rencontre face à la Tunisie.
Zgutczyński participe avec la sélection nationale polonaise à la Coupe du monde 1986 organisée au Mexique. Les Polonais atteignent le stade des huitièmes de finale, en se faisant lourdement éliminer par le Brésil. Lors de cette compétition, Zgutczyński dispute un match face au Portugal. Il entre sur le terrain à la 74e minute de jeu, en remplacement de Włodzimierz Smolarek.

## Palmarès
- Champion de Pologne en 1985 et 1986 avec le Górnik Zabrze
- Champion de Pologne de D2 en 1980 avec le Bałtyk Gdynia (titre partagé avec le Motor Lublin)
- Finaliste de la Coupe de Pologne en 1986 avec le Górnik Zabrze
- Meilleur buteur du championnat de Pologne en 1986 (20 buts)